# Ауфрехт, Ханс-Вернер
Ханс-Вернер Ауфрехт (нем. Hans-Werner Aufrecht; род. 28 декабря 1939 года в Германии в коммуне Ашпах) — сооснователь фирмы AMG Motorenbau und Entwicklungsgesellschaft mbH, ныне именуемой Mercedes-AMG и входящей в состав концерна Daimler AG в качестве подразделения Mercedes-Benz, а также компании HWA AG, где на сегодняшний день является членом попечительского совета.
После продажи основного пакета акций AMG концерну DaimlerChrysler, Ханс-Вернер Ауфрехт основал иную фирму, названную по его инициалам H.W.A. AG, которая представляла интересы Mercedes-Benz в автоспорте. В 1999 году первым автомобилем, участвовавшим в гонках под названием команды, стал Mercedes-Benz CLR. C 2000 года команда участвует в гонках ДТМ в качестве заводской.
4 июля 2000 года Ханс-Вернер Ауфрехт награждён орденом «За заслуги перед Федеративной Республикой Германия».

## Биография
Ханс-Вернер Ауфрехт родился 28 декабря 1938 года в немецкой коммуне Ашпах. После школы получил инженерное образование и в середине 60-х устроился на работу в компанию Mercedes-Benz на должность инженера по стендовым испытаниям спортивных двигателей.
Однако вскоре руководство концерна Daimler-Benz решило закрыть все гоночные программы, особенно после аварии 11 июня 1955 года с участием автомобиля Mercedes-Benz 300 SLR и изменений в правилах гонок в 1965 году. Тогда Ауфрехт, с детства увлечённый автоспортом, в 1966 году покинул Mercedes-Benz и в 1967 году вместе со своим компаньоном Эрхардом Мельхером основал компанию Aufrecht Melcher Großaspach Ingenieur büro, Konstruktion und Versuch zur Entwicklung von Rennmotoren, основной сферой деятельности которой стало производство спортивных и гоночных автомобилей торговой марки Mercedes-Benz.
В скором времени бренд стал узнаваемым, главным образом благодаря достижениям в гонках, в которых компания AMG участвовала с 1971 года. К концу 1980-х годов произошло сближение между AMG и концерном Daimler-Benz. Результатом совместной работы стал модифицированный вариант Mercedes-Benz 190, который с 1988 по 1993 гг. одержал в целом 50 побед в гонках серии DTM. С 1988 года компания Ауфрехта стала официально представлять интересы Mercedes-Benz в автоспорте.
В 1990 году был заключён договор о кооперации с концерном Daimler-Benz, что позволило предприятию использовать широкую дилерскую сеть компании. 1 января 1999 года 51 % акций предприятия был приобретён концерном DaimlerChrysler, а её название изменено на Mercedes-AMG. Сам Ханс Вернер Ауфрехт на базе автоспортивного подразделения AMG в 1999 году создал отдельное предприятие — H.W.A. GmbH (в дальнейшем преобразовавшееся в H.W.A. AG). Оно расположилось в непосредственной близости от Mercedes-AMG GmbH. 210 сотрудников в тесной кооперации с коллегами из автоспортивного подразделения Mercedes-Benz продолжили работу над созданием гоночным автомобилей для участия в гоночной серии DTM.
После ухода из AMG Ханс полностью сконцентрировался на руководстве компанией ITR (сокр. от International Tourenwagen Rennen), во главе которой он руководит DTM с конца 1980-х годов.
Ауфрехт женат и имеет двух дочерей, одна из которых Пиа-Луиза Ауфрехт — известная немецкая конкуристка.